# Лебедович Іван Теодорович
о. Іва́н Теодо́рович Лебедо́вич (2 вересня 1890, Гораєць на Любачівщині — 24 червня 1981, Філадельфія, США) — український священник, учасник визвольних змагань 1918/1919, капелан УГА, письменник, автор нарису «Польові Духовники Української Галицької Армії»

## Життєпис
Вчився в Українській державній чоловічій гімназії у Перемишлі, котрою тоді керував Григорій Цеглинський, закінчив її 1910 року.
Як гімназист був активним молодіжним діячем; заснував у Горайці спортивне товариство «Січ» на статутах «Сокола». Після середньої школи він вступив на теологічні студії. Три роки вчився в духовній семінарії у Львові і четвертий рік — у Перемишлі.
З початком Першої світової війни зазнав утисків з боку польської гілки влади і, як багато українських духівників в тому часі, був ув'язнений. При наближенні російського фронту частину духівників перевезли до Талергофу, Лебедович був серед звільнених.
5 грудня 1915 року висвячений в катедрі Св. Івана Хрестителя у Перемишлі; першу душпастирську працю о. Іван виконував у Сяноці, де вчив релігії у п'яти школах. 1 листопада 1916 року призначений адміністратором парафії в Павлокомі.
В травні 1917 року зголосився на польового духівника при австрійському війську; призначено до І армії — в Семигороді, у місті Марошвашаргелі. Ранньою весною 1918 року перейшов до Перемишля і після 2 тижнів його послали на італійський фронт, до 77-го полку піхоти, що рекрутувався з околиць Самбора, Дрогобича та Перемишля, квартирувався в Анноне побіля Удіне. Брав участь у 13-ій австрійській офензиві на італійському фронті над річкою П'яве у травні 1918 року.
У грудні 1918 року відмовився італійським представникам влади голоситися рекрутом до армії Галлера. Початком січня 1919 переведений до табору військовополонених в Кассіно. Першими числами березня 1919 був переведений з багатьма іншими до табору над озером Комо.
В березні 1919 року отець Іван був звільнений від своїх обов'язків; через Відень, де був пункт голошення до Української Галицької Армії, дістається до Українського уряду; його призначено до Станіславова в Міністерство військових справ.
При польському наступі перебував в Камінці-Струмиловій у родини, зголосився до референта Духівництва 1-го Корпусу отця Петра Кашуби, став польовим духівником І Галицького корпусу, що тоді квартирував у Радехові при польовому шпиталі, яким керував доктор Олександр Подолинський. Комендантом Радехова в тому часі був сотник Іван Мартинюк, парохом — професор гімназії Володимир Пелліх.
Прийняв бойовий хрест з УГА, в часі травневого наступу польських військ УГА була затиснена між Збручем і Дністром, тоді пережив сипний тиф.
При Чортківській офензиві зі шпиталем підійшов під Золочів, в польових умовах дістав гарячку та повторно тифом і зліг в селі Плугів. При заломленні наступу був відвезений до мадярського шпиталю Червоного Хреста в Тернополі — наполіг на відвезенні з армією УГА доктору Білозору, з чим він погодився. В часі слідування обозом захворів і доктор Микола Терлецький.
У недужому стані 16 липня 1919 року перейшов за Збруч; в часі реконвалесценції душпастирював отець Омелян Марчак-Баранський.
По уздоровленні прилучився до дієвої армії, його частина дійшла до Вінниці. В Трикутнику смерті не боячись ходив востаннє причащати щодня по кільканадцять хорих на тиф стрільців та старшин. Втому тяжкому часі сотник Нестор Яців надіслав кількох стрільців і душпастирство відразу після відспівування довбало мерзлий ґрунт з стрілецтвом на нові гробівці уночі — щоб не ширити неприємного вражіння серед стрілецтва.
На Різдвяне Водосвяття в Чечельнику доктор Ґалан Володимир наказав дати святкову сальву, а то так, що почав тріщати лід на ставі, і духовенство з приходом мало швидко відійти, щоби не скупатися.
Пережив своєрідне «примирення» з більшовицькими загонами; але незабаром перейшов до V Сокальської бригади під командою Миколи Аркаса. Коли з ініціативи сотника Юліяна Головінського та інших зірвано з більшовиками «союз», частини УГА почали об'єднуватися з військами УНР, так як при червоному союзі духівництво не передбачалося, посів вакансію учителя неграмотних. Поляки пішли на змову з червоною Москвою і почали роззброювати українські військові частини, осаджуючи їх у таборах полонених. У цей час Лебедович захворів — знову на тиф, його відпустили на волю.
Працюючи в церквах, отець Лебедович розказував вірним про боротьбу і посвяту українського воїна. В цьому часі його відвідала родинна трагедія — при пологах дочкою Ромою Лідією помирає дружина Наталія, тоді панотець переїздить з Віжомлі біля Судової Вишні.
Від 1922 до 1944 року був парохом Бірчі на Перемищині. З наближенням радянського фронту отець Іван з дочкою подався на еміґрацію.
1948 року родина переїхала до Філадельфії, Лебедович включився в суспільно-громадську та наукову працю в українських організаціях. Працював у НТШ, «За Український Патріархат», земляцтві «Перемищина», інших українських організаціях.
Помер 24 червня 1981 року у Філадельфії і там був похований.

## Праці
Є автором численних статей та книжок:
- «З мартирології духовенства Західної України — матеріали до історії»,
- «Бірчанщина — страждальна земля»;
- «Полеві духовники Української Галицької Армії» — вийшла друком у Вінніпезі 1963 року, автор віддзеркалив вклад 38 капеланів, які боролися за волю України в 1917–1921 роках. 325 сторінок, фотографій 46, вступне слово Степана Шаха
- Написав передмову до книги Степана Шаха «Де срібнолентий Сян пливе». Історичний нарис державної української гімназії в Перемишлі, 1977[1]